# Río Sor
El río Sor es un río costero del noroeste de la península ibérica que discurre por Galicia, España. 

## Curso
Su nacimiento proviene de dos brazos, uno que nace en la parroquia de Freixo, en Puentes de García Rodríguez, y el otro en los montes cercanos a la localidad de Muras, en el municipio del mismo nombre. Los dos se unen en Ambosores, en donde el Sor es solo uno, hasta su desembocadura en la ría del Barquero.
Pertenece a la vertiente Cantábrica y traza el límite entre las provincias de La Coruña y Lugo, y tras 49 km desemboca en el mar Cantábrico, en la ría del Barquero. Discurre por los municipios de Puentes de García Rodríguez y Mañón en la provincia de La Coruña y por Muras, Orol y Vicedo en la de Lugo.

## Etimología
La raíz sar-, «fluir, discurrir», da nombre en diferentes lenguas indoeuropeas, como en el sánscrito sará- «líquido, fluido», sarít-, «arroyo», griego oros y latín serum, «líquido lechoso». Hidrónimos derivados de esa raíz, se encuentran en la fuente Sar (Santa María del Campo, Burgos); el arroyo Sarrión (Coaña), Sariego (Sariego) y Sarabia (Mieres) todos en Asturias; arroyo de Sara (Rodeiro, Pontevedra), Sarria (Lugo); la fuente de Sora (Langás, Zaragoza); y con la alteración /S/ inicial de la árabe tenemos por ejemplo el río Jarama. También existe el río Sarno en el golfo de Nápoles y el más importante afluente del río Rin, el río Sarre en francés o río Saar (antiguo Saravus) en alemán.[cita requerida]

## Puentes
Justo antes de que su estuario se ensanche para formar la ría, le cruzan tres puentes que permiten el paso entre Mañón y Vicedo: el puente de la carretera provincial AC-862, construido en los años 1980, el puente de la línea de FEVE Ferrol-Gijón, de los años 1960, y el antiguo puente metálico de 1901. Aguas arriba, entre las aldeas de Riobarba y Riberas del Sor, existe un puente posiblemente levantado en época medieval sobre uno anterior romano que pertenecía al camino real entre Vivero y Ortigueira.